# بازار چارسو
بازار چارسو یا مرکز خرید چارسو یکی از مراکز خرید در تهران است. این مجتمع یک مرکز تجاری، فرهنگی و تفریحی است که در سال ۱۳۹۱ در تهران، تقاطع خیابان حافظ و جمهوری اسلامی ساخته شد. این مرکز در ضلع غربی پاساژ علاءالدین و روبروی آن قرار دارد.
بازار چارسو یکی از بزرگترین مراکز خرید کالاهای دیجیتال است که با نما و معماری مدرن، امکانات بسیاری را برای رفاه حال مشتریان و بازدیدکنندگان در خود جای داده‌است. این مرکز همچنین عنوان بزرگترین نمایندگی برندهای دیجیتال را به خود اختصاص داده‌است. پردیس سینمایی چارسو در این مجتمع قرار دارد.بازار چارسو به دلیل داشتن بستر مناسب خیلی زود تبدیل به یکی از جاذبه‌های گردشگری در تهران شده‌است و روزانه ده‌ها هزار نفر برای خرید و استفاده از دیگر امکانات تفریحی و فرهنگی به آنجا گذر می‌کنند.
کیانوش سنجری (ژورنالیست و از زندانیان سیاسی سابق در ایران)، در روز چهارشنبه ۲۳ آبان سال ۱۴۰۳ خورشیدی خودش را از طبقه چهارم پاساژ چارسو به پایین پرتاب کرد و به زندگی‌اش خاتمه داد. 

## فعالیت صنفی
این بازار در ۷ طبقه بنا شده‌است که در مجموع ۱۵۰۰۰ متر فضای تجاری دارد که شامل ۳۳۰ واحد تجاری است. طبقات اول تا چهارم در زمینه خرید و فروش موبایل و لوازم جانبی و طبقه همکف صوتی تصویری و زیرهمکف نیز در زمینه کامپیوتر و خدمات کامپیوتری مشغول فعالیت هستند. طبقه ششم آن تبدیل به یک فضای فرهنگی و سالن انتظار برای تماشاگران فیلم شده‌است، پردیس سینمایی در طبقه هفتم این مجتمع قرار دارد که دارای ۵ سالن و ۹۰۰۰ صندلی است و یکی از حرفه‌ای‌ترین و مجهزترین سینماهای کشور با بروزترین تکنولوژی صوت و تصویر و سینمای دیجیتال است. پارکینگ این ساختمان بزرگ نیز گنجایش حدود ۱۰۰۰ دستگاه اتومبیل را دارد.
در اوایل تیرماه سال ۱۳۹۷ جمعی از فروشندگان این بازار در اعتراض به نوسانات ناپایدار قیمت ارز و بالا رفتن مداوم قیمت دلار دست به اعتصاب زدند و ضمن بستن مغازه‌های خود شعار سر دادند که با دخالت مأموران نیروی انتظامی و حضور محمدجواد آذری جهرمی وزیر ارتباطات وقت و صحبت و دادن قول‌ها و توضیحاتی به کسبه پس از ساعاتی اوضاع به حالت عادی بازگشت.

## خودکشی کیانوش سنجری
کیانوش سنجری، فعال دانشجویی، وبلاگ‌نویس و روزنامه‌نگار مستقل اهل ایران، در شامگاه روز چهارشنبه، ۲۳ آبان ۱۴۰۳ در اعتراض به آنچه خود در ساعت ۱:۰۲ بامداد همان روز دیکتاتوری علی خامنه‌ای و شرکایش خوانده بود، خود را از بالای پاساژ چارسو به پایین انداخت و به زندگی خود پایان داد.

## نگارخانه

بازار چارسو
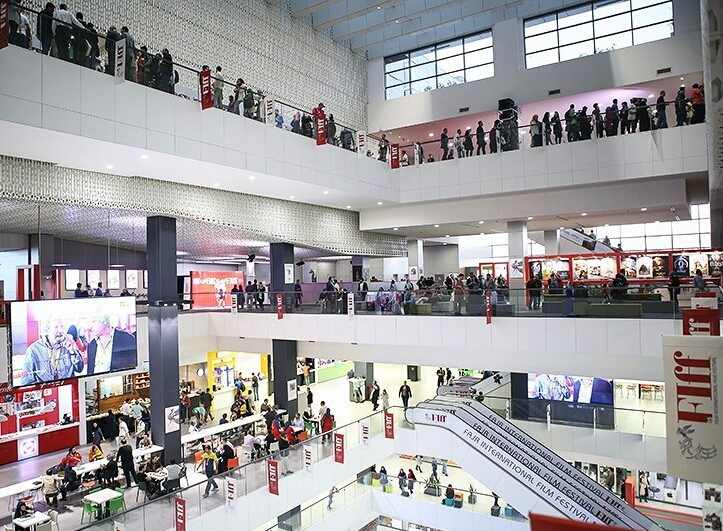
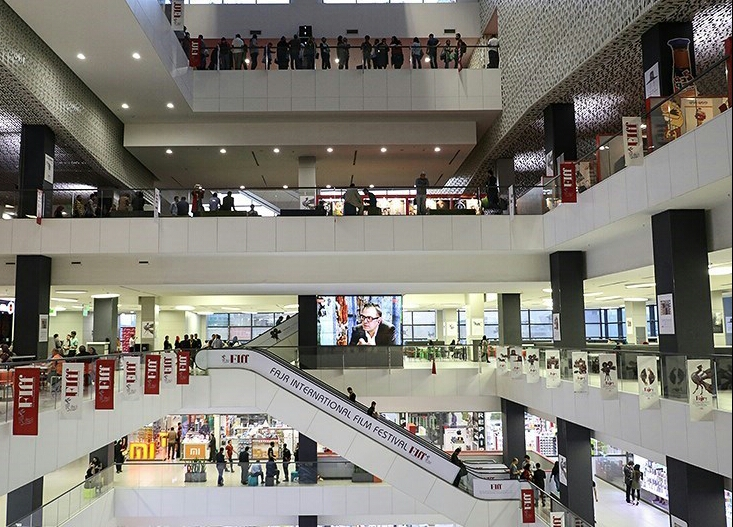
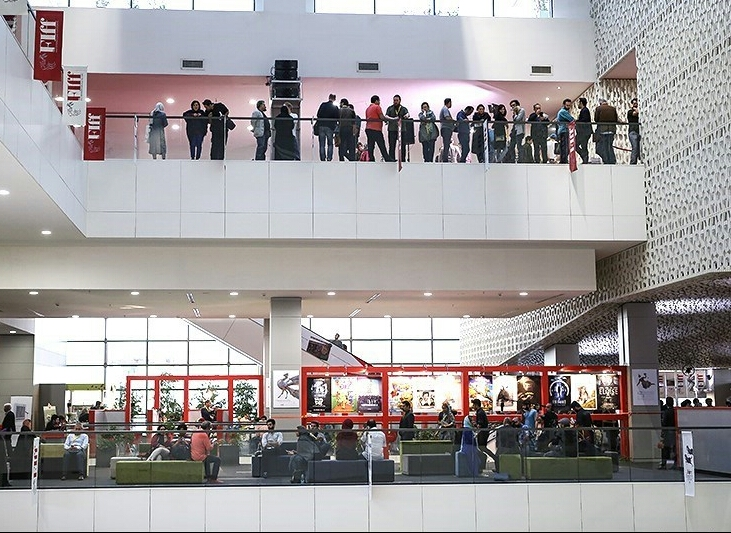